# Callyna mystica
Callyna mystica là một loài bướm đêm trong họ Noctuidae.